# Курбанбеков, Мирза Насруллах-бек
Мирза Насруллах-бек Курбанбеков (азерб. Mirzə Nəsrullah bəy Qurbanbəyov; 1797, Шемахы, Ширванское ханство — 1870, Шемахы, Шемахинский уезд, Шемахинская губерния, Российская империя) — азербайджанский поэт XIX века, член литературного общества «Бейтус-сафа».

## Биография
Мирза Насруллах-бек родился в Шемахе в 1797 году. Его отец, Гурбан-бек, работавший секретарем во дворце Мустафа-хана, был случайно убит, когда пытался разнять двух человек, которые дрались на улице. Мустафа-хан, который очень уважал Гурбан-бека, нанял убийцу, представил его Насруллаху и велел ему отомстить за своего отца. Однако Насруллах отказался это сделать. Этот поступок братьев-сирот Насруллаха и Асадуллы во много раз повысил их уважение и репутацию среди шемахинцев. Через некоторое время Мустафа-хан, заинтересованный в образовании обоих детей, отправил их в Тебриз для получения образования. Вернувшись с учебы, Мирза Насруллах работал писцом и учителем в Шамахе. Он, в совершенстве владеющий арабским и персидскими языками, самостоятельно изучил русский и армянский языки, а поскольку хорошо знал русский язык, некоторое время работал секретарем в губернском управлении в Шемахе. Переехав в 1859 году из Шемахы в Баку, он открыл школу в квартале Шейх Миназлы в Шемахе и до конца жизни продолжал свою преподавательскую деятельность. Мирза Насруллах-бек скончался в родной Шемахе в 1870 году.

## Творчество
Мирза Насруллах-бек писал произведения под псевдонимом «Дидя». О Дидя впервые писал Сеид Азим Ширвани, а затем один из видных исследователей азербайджанской литературы Салман Мумтаз. В 1928 году Салман Мумтаз опубликовал книгу о нем. В ней, кроме кратких сведений о жизни поэта, автор приводит несколько его од и стихотворных рассказов. Ширвани также писал о наличие дивана Дидя. Его произведения читались и оценивались в литературном кружке «Бейтус-сафа», членом которой он был, но не мог посещать собрания. Из немногочисленных доступных стихотворений видно, что Дидя не был равнодушен к резкому контрасту между бедным и богатым и другим контрастам времени, в котором он жил, и выражал свое неудовольствие по отношению ко всем им соответствующим образом. В начале одного из своих стихотворений, показав пустоту мира и отсутствие в нем верности и доверия, поэт рассуждает о дурных поступках людей. Основное место в творчестве Мирзы Насруллаха Дидя занимает его произведение «Китабюн-насайех» («Книга советов»), состоящее из 150 страниц и написанное им в феврале 1857 года на азербайджанском языке в связи с его преподавательской деятельностью. Он приветствовал открытие школ на Кавказе, принимая во внимание, что местное население говорит по-азербайджанский, и желал, чтобы его произведение было издано в виде декламации для школьников на их родном языке.